# Allan Janik
Allan Janik (* 18. September 1941 in Chicopee) ist ein österreichischer und US-amerikanischer Universitätsprofessor für Philosophie der Universität Wien und der Universität Innsbruck.

## Leben
Allan Janik studierte Philosophie und klassische Philologie am St. Anselm College in Manchester (New Hampshire) und schloss sein Studium mit dem Master in Philosophie an der Villanova University ab. Schon seine ersten Arbeiten galten besonders Ludwig Wittgenstein und Arthur Schopenhauer (1788–1860). Dabei kam er erstmals nach Innsbruck, um Quellen für seine Dissertation zu finden. Er promovierte 1971 in Geschichte der Philosophie an der Brandeis University in Massachusetts über dieses Thema.
Durch sein gemeinsam mit dem Wittgenstein-Schüler Stephen Toulmin (1922–2009) veröffentlichtes Werk Wittgensteins Wien (1973; 1996) wurde Janik zu einem der bekanntesten Philosophen und Historiker auf dem Gebiet des Geisteslebens Wiens um 1900. 1989 wurde er zum Honorarprofessor für Kulturphilosophie an der Universität Wien ernannt.
Nach seiner Karriere in Österreich und den Vereinigten Staaten arbeitet er weiterhin als wissenschaftlicher Mitarbeiter des Brenner-Archivs (ab März 1995), als Honorarprofessor an der Uni Wien und als Adjunct Professor of Philosophy im Skill and Technology Programm der Königlich Technischen Hochschule in Stockholm.
Er hat darüber hinaus an der Nationalen Autonomen Universität von Mexiko an der Abteilung für Mathematik gelehrt, Komparatistik und Germanistik an der Universität Innsbruck unterrichtet, Jüdische Studien an der staats- und gesellschaftswissenschaftliche Fakultät der Universität Stockholm, Philosophie der Wissenschaft im Centre Georges Canguilhem der Universität Paris VII sowie Philosophie an der Universität Graz und der Universität Bergen.
Von 1993 an arbeitete er als Chefdramaturg am Innsbrucker Kellertheater, für das er 1996 eine Bearbeitung des König Lear als Spiel für zwei Akteure, betitelt Cordelia Silence schrieb. Er publiziert regelmäßig in den Fachzeitschriften Nexus (Niederlande), dialoger (Stockholm) und Central European History (Cleveland). Eine englische Ausgabe von Egon Friedells Kulturgeschichte der Neuzeit (2008) ziert eine Einleitung Janiks, 'in allen drei Bänden'.

## Werke
- Zahlreiche Aufsätze (auch in Englisch, Französisch, Italienisch), Rezensionen, Studienskripten.
- 2011  Allan Janik (Hrsg.), Karin Gasser, Artak Grigorjan: Augenblicke: Berufswissen des Schauspielers. Berlin ISBN 978-3-89581-256-9
- 2007 Emmanuel Halais, Allan Janik: Wittgenstein et l'énigme de l'existence: la forme et l'expression. Presses universitaires de France
- 2006 Irene Suchy, Allan Janik, Georg A. Predota: Empty Sleeve: Paul Wittgenstein. (Band 3 von Edition Brenner-Forum) Innsbruck. ISBN 370654296X
- 2006 Allan Janik: Assembling reminders: Studies in the Genesis of Wittgenstein's concept of philosophy. Stockholm. ISBN 9173350001
- 2005 Theater and Knowledge.  Bände 73–74 (Band 3 der Studies in practical knowledge). Stockholm. ISBN 91-975060-5-2
- 2003 The Use and Abuse of Metaphor. Kungliga Dramatiska teatern, Stockholm.
- 2001, 2018 Allan Janik: Wittgenstein's Vienna Revisited, New Brunswick. ISBN 1-4128-4158-5, ISBN 978-1-4128-4158-0
- 1999/2000 Allan Janik, Monika Seekircher, Jörg Markowitsch: Die Praxis der Physik: Lernen und Lehren im Labor. (The Practice of Physics) Wien. ISBN 3-211-83296-3
- 1998 Allan Janik, Hans Veigl: Wittgenstein in Wien. Wien. ISBN 3-211-83076-6
- 1996 Kunskapsbegreppet i Praktisk Filosofi. Stockholm. ISBN 91-7139-319-6
- 1995 Närvarons dimension: essäer om Wittgenstein och språkets gränser (Aufsätze zu Wittgenstein und den Grenzen der Sprache). Stockholm. ISBN 91-7798-936-8
- 1993 Emil Brix, Allan Janik: Kreatives Milieu, Wien um 1900: Ergebnisse eines Forschungsgespräches der Arbeitsgemeinschaft Wien um 1900[3]. Verlag für Geschichte und Politik. ISBN 3-7028-0329-7
- 1994 Ludwig Hänsel, Ludwig Wittgenstein, Walter Methlagl, Allan Janik: Ludwig Hänsel – Ludwig Wittgenstein: eine Freundschaft. ISBN 3-85218-170-4
- 1991 Cordelias tystnad: om reflektionens kunskapsteori. Stockholm. ISBN 91-7798-499-4
- 1990 Anette Bakker, Stephen Toulmin, Allan Janik: Het Wenen van Wittgenstein. ISBN 9060098404
- 1989 Style, Politics and the Future of Philosophy (Band 114 der Boston studies in the philosophy of science und Band 14 der Theory and Decision Library), Dordrecht. ISBN 0-7923-0056-4
- 1986 How Not To Interpret A Culture: Essays on the Problem of Method in the Geisteswissenschaften (Ausgabe 73 von Stensilserie (Universitetet i Bergen. Filosofisk institutt)) Universität Bergen. ISBN 82-7293-023-4
- 1986 Om Wittgenstein Och Wien: Tre Föreläsningar. (Band 50 des Forskningsrapport (Arbetslivscentrum (Stockholm, Sweden))). ISBN 91-86158-28-7
- 1985/1998 Wittgensteins Wien. 2te deutsche Ausgabe. Löcker Verlag[4], Wien 1998, ISBN 3-85115-256-5
  - 1973 (Us-Originalausgabe) Allan Janik; Stephen Toulmin: Wittgenstein's Vienna. Weidenfeld & Nicolson Ltd. ISBN 0-297-76530-2
- 1985 Essays on Wittgenstein and Weininger. (Band 9 der Studien zur österreichischen Philosophie) Amsterdam. ISBN 9062036678
- 1979 Allan Janik, Stephen Toulmin und Richard D. Rieke: An Introduction to Reasoning. New York: Macmillan. 2. Auflage, 1984. ISBN 0-02-421160-5
- 1970 Uncle Ludwig's Book on Ethics: Wittgenstein's Tractatus Reconsidered. Brandeis University

## Auszeichnungen
- Goldenes Ehrenzeichen für Verdienste um die Republik Österreich[5] (2006)
- Ehrenkreuz für Wissenschaft und Kunst I. Klasse (2020)